# Iglesia de Nuestra Señora del Carmen (Villa Cisneros)
La Iglesia de Nuestra Señora del Carmen (en árabe: كنيسة سيدة جبل الكرمل) alternativamente Iglesia de Villa Cisneros o simplemente Iglesia de Villa Cisneros es el nombre que recibe un edificio religioso que funciona como la iglesia parroquial católica en la localidad de Villa Cisneros (llamada antes de 1975 Villa Cisneros) que se localiza en el territorio de Sahara Occidental que se encuentra en disputa con Marruecos y que es considerada por esta última nación como parte de la región de Dajla-Río de Oro (en árabe: الداخلة - وادي الذهب‎ o  région de Dakhla-Oued Ed Dahab)
El templo sigue el rito romano o latino y es parte de la Prefectura apostólica del Sahara Occidental (Praefectura Apostolica de Sahara Occidentali) que fue creada en 1954 por el papa Pío XII con la bula Summi Dei voluntate con el nombre de «Prefectura apostólica de Sahara Español», pues para ese entonces el territorio era una dependencia colonial de España. 
En 2004 las autoridades marroquíes quisieron destruirla, pero la reacción local, dirigida por Semlali Mohamed Fadel, lo evitó.
El templo es atendido por un pequeño grupo de sacerdotes que se turnan la responsabilidades para atender esta iglesia y la Catedral de San Francisco de Asís en El Aaiún. Fue construida por los españoles por lo que a veces es llamada Iglesia española.